# Club Foos Amsterdam
Club Foos Amsterdam is een Amsterdamse tafelvoetbalvereniging. Het is opgericht in 2012 en maakt deel van het tafelvoetbal-verenigingen-netwerk van de Nederlandse Tafel Voetbal Bond (NTVB).

## Geschiedenis
Nederland is wereldwijd op het gebied van tafelvoetbal een klein land, omdat het tafelvoetbal zich vooral zou afspelen in undergroundscenes met allemaal hun eigen regels en tafels. Daardoor zou er weinig interactie tussen de sporters in het land zijn, laat staan op internationaal niveau. Om hier verandering in te brengen richtten Anne van der Meer, André Heidema (1958-2018) en Frank Bosma Club Foos op.
Behalve aan de bouw van een nationale tafelvoetbalnetwerk, waren beide mannen serieus bezig nieuw talent te kweken. Dit was niet zonder succes. Heidema, die door de spelers beschouwd werd als "een oude kraker die zo'n beetje de godfather was van het tafelvoetbal in Amsterdam" overleed echter een paar weken voordat de 2018 wereldkampioenschappen gehouden werden en kon dus geen getuige van de oogst zijn: dat jaar werden zowel bij de dames en de heren door de teams van Club Foos Amsterdam de tafelvoetbalwereldkampioenschap dubbelen gewonnen.

## Bekende (oud-)leden
- Club Foos in het voormalig onderkomen De keet.Oprichters:
  - Anne van der Meer[1]

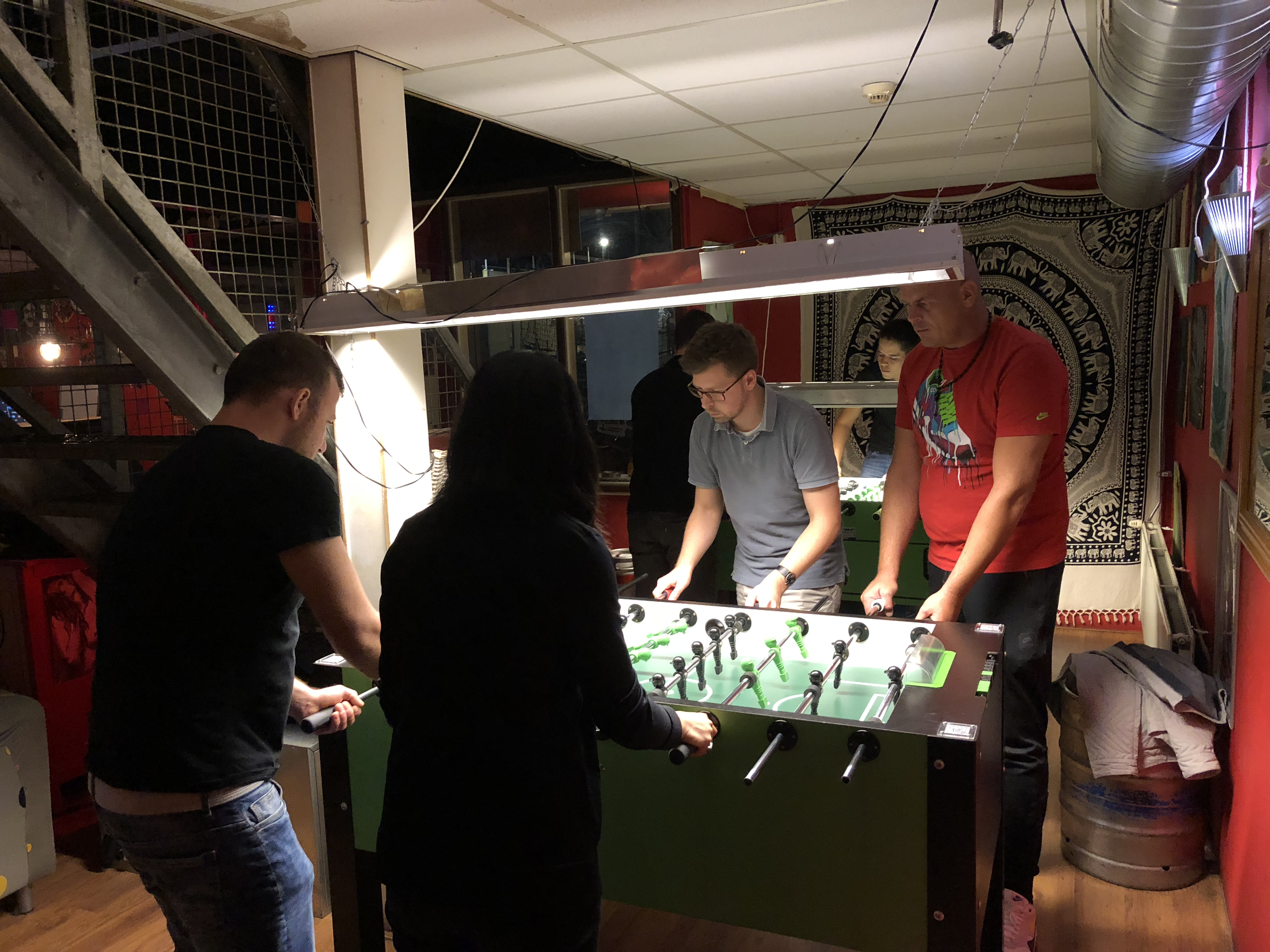
Club Foos in het voormalig onderkomen De keet.

  - André Heidema (1958-2018), "tafelvoetbalkoning van Amsterdam"[3]
  - Frank Bosma[1]
- Joey van Dijk, 5e op de wereldranglijst van 2016[3]
- Jackie Han, wereldkampioen dames dubbel 2018.[4] Als Amerikaanse won ze ook de 2019 ITSF Wereldbeker met het Amerikaanse vrouwenteam.[5]
- Jojanneke Jas, wereldkampioen dames dubbel 2018[4]
- Thijs van Schijndel, wereldkampioen heren dubbel 2018[6]
- Raoul Chamuleau, wereldkampioen heren dubbel 2018[7]